# Tragiella anomala
Tragiella anomala är en törelväxtart som först beskrevs av David Prain, och fick sitt nu gällande namn av Ferdinand Albin Pax och Käthe Hoffmann. Tragiella anomala ingår i släktet Tragiella och familjen törelväxter. Inga underarter finns listade i Catalogue of Life.